# Aholiczy (przystanek kolejowy)
Aholiczy (biał. Аголічы, ros. Оголичи) – przystanek kolejowy w pobliżu miejscowości Aholiczy, w rejonie petrykowskim, w obwodzie homelskim, na Białorusi. Leży na linii Homel - Łuniniec - Żabinka.